# ヴルフヒルト・フォン・ザクセン
ヴルフヒルト・フォン・ザクセン（ドイツ語：Wulfhild von Sachsen, 1072年 - 1126年12月29日）は、ザクセン公マグヌスの長女。
バイエルン公ハインリヒ9世（黒公）と結婚した。この結婚によりビルング家の所領の一部がヴェルフ家の手に渡った。2人の間には以下の子女が生まれた。
- ハインリヒ10世（1100年/1102年 - 1139年）[1] - バイエルン公、ザクセン公
- ユーディト（1101年 - 1131年）[1] - シュヴァーベン大公フリードリヒ2世と結婚。神聖ローマ皇帝フリードリヒ1世の母
- コンラート（1103年 - 1126年） - シトー会修道士
- ゾフィー（1105年? - 1145年） - ツェーリンゲン大公ベルトルト3世と結婚、シュタイアーマルク辺境伯レオポルト1世と再婚
- マティルデ（1108年? - 1183年） - フォーブルク辺境伯ディーポルト4世と結婚、ズルツバッハ伯ゲプハルト3世と再婚。
- ヴェルフ6世（1115年 - 1191年12月15日） - スポレート公、トスカーナ辺境伯（子のヴェルフ7世（? - 1167年9月12日）の代で断絶した）
- ヴルフヒルト（? - 1155年/1160年） - ブレゲンツ伯ルドルフ1世と結婚

ヴルフヒルトは1126年に死去し、ヴァインガルテン修道院に埋葬された。